# روبرتو كارلوس كورتيس
روبرتو كارلوس كورتيس (بالإسبانية: Roberto Carlos Cortés)‏ (20 يونيو 1977 بميديلين في كولومبيا - ) هو لاعب كرة قدم كولومبي في مركز الدفاع. شارك مع منتخب كولومبيا لكرة القدم. أما مع النوادي، فقد لعب مع أتلتيكو جونيور وأونس كالداس وإنديبندينتي ميديلين وديبورتيفو كالي ونادي ليبرتاد ونادي ميلوناريوس وزاكاتيبيك ونادي تاورو ‏.

## وصلات خارجية
- روبرتو كارلوس كورتيس على موقع قاعدة بيانات كرة القدم.إي يو (الإنجليزية)
- روبرتو كارلوس كورتيس على موقع ناشيونال فوتبول تيمز (الإنجليزية)
- روبرتو كارلوس كورتيس على موقع Soccerway.com (الإنجليزية)